# La Dichosa (Aguascalientes)
La Dichosa es una localidad del estado mexicano de Aguascalientes. Es parte del municipio de Asientos.

## Demografía
| Gráfica de evolución demográfica |
|                                  |

| Censo | Población |
| ----- | --------- |
| 1940  | 112       |
| 1950  | 159       |
| 1960  | 249       |
| 1970  | 291       |
| 1980  | 434       |
| 1990  | 564       |
| 2000  | 750       |
| 2010  | 961       |
| 2020  | 1 052     |